# Estación de Créteil-Pompadour
La estación de Créteil-Pompadour Parque Interdepartemental de Deportes es una estación ferroviaria francesa de la línea de París Lyon a Marsella-Santo-Charles, ubicada sobre el municipio de Créteil (Valle del Marne), a la altura del cruce Pompadour. Esta estación, abierta desde el 15 de diciembre de 2013, reemplaza a la Estación de Villeneuve-Prairie, ubicada 800 metros al sur, que se cerró al inaugurarse esta.

## Servicio de viajeros

### Recepción
Un servicio comercial está asegurado de 6 h a 23 h de lunes a viernes, de 7 h a 23 h los sábado y de 7 h a 21.15 h los domingos.
El edificio de viajeros, con una superficie de 385 m2 está construido sobre pilotes, y se conecta a las paradas de autobús cercanas por una pasarela de 120 metros.

### Servicio
Por ella pasan los trenes de la línea RER D.
Concebida inicialmente para ser servida por todos los trenes de la línea D (dieciséis trenes por hora entre semana en horas de punta y por sentido), por la estación pasan actualmente, en las horas punta, en alternancia, un tren en procedencia o con destino de Corbeil-Essonnes a través de Ris-Orangis y luego un tren en procedencia o con destino de Melun a través de Combs-la-Ville.

### Intermodalidad
Por la estación pasan las líneas 393 y Tvm de la RATP, las líneas O1 y O2 de la cobertura de autobús STRAV y, por la noche, la línea N71 de la cobertura Noctilien.

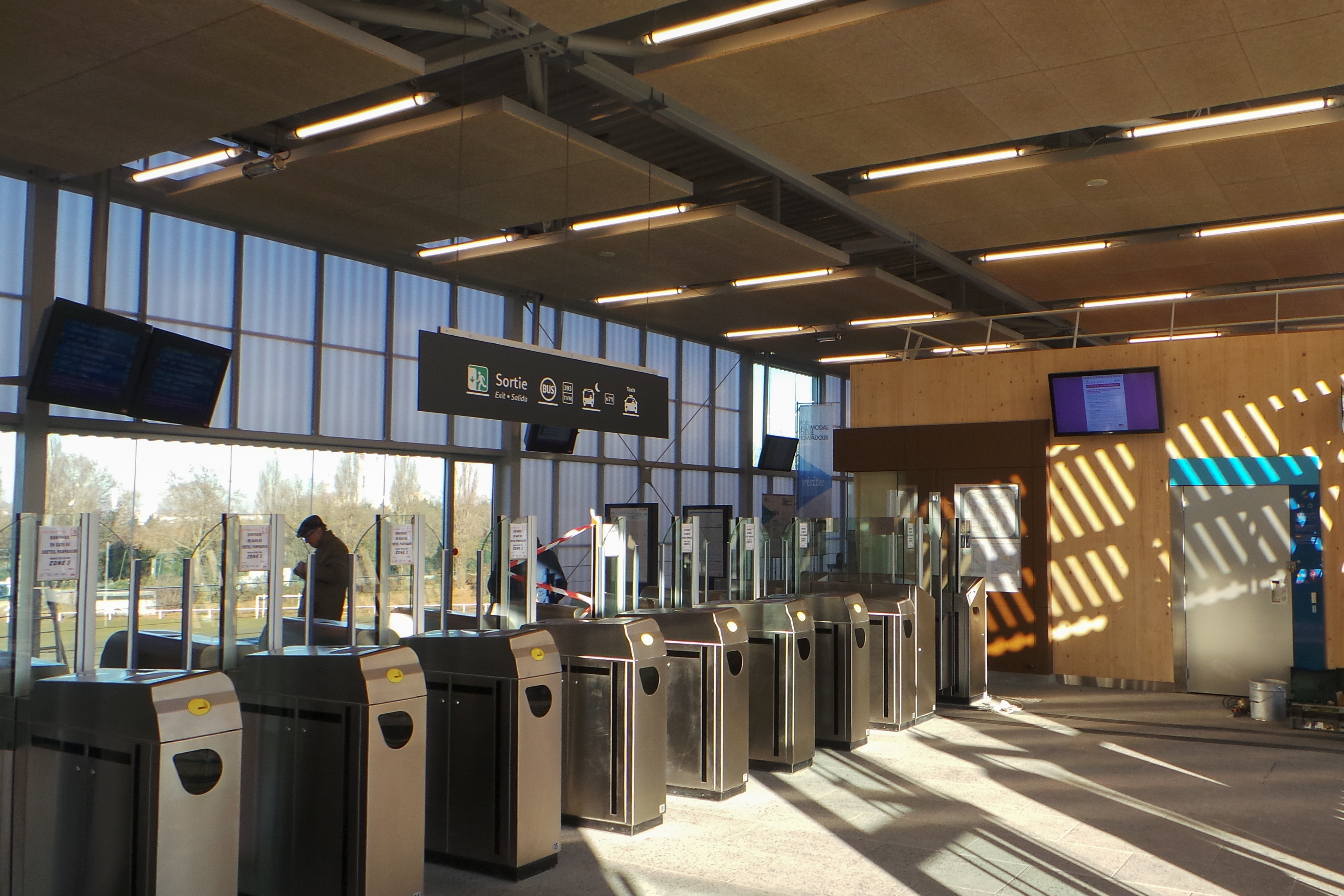
Interior del edificio de viajeros.
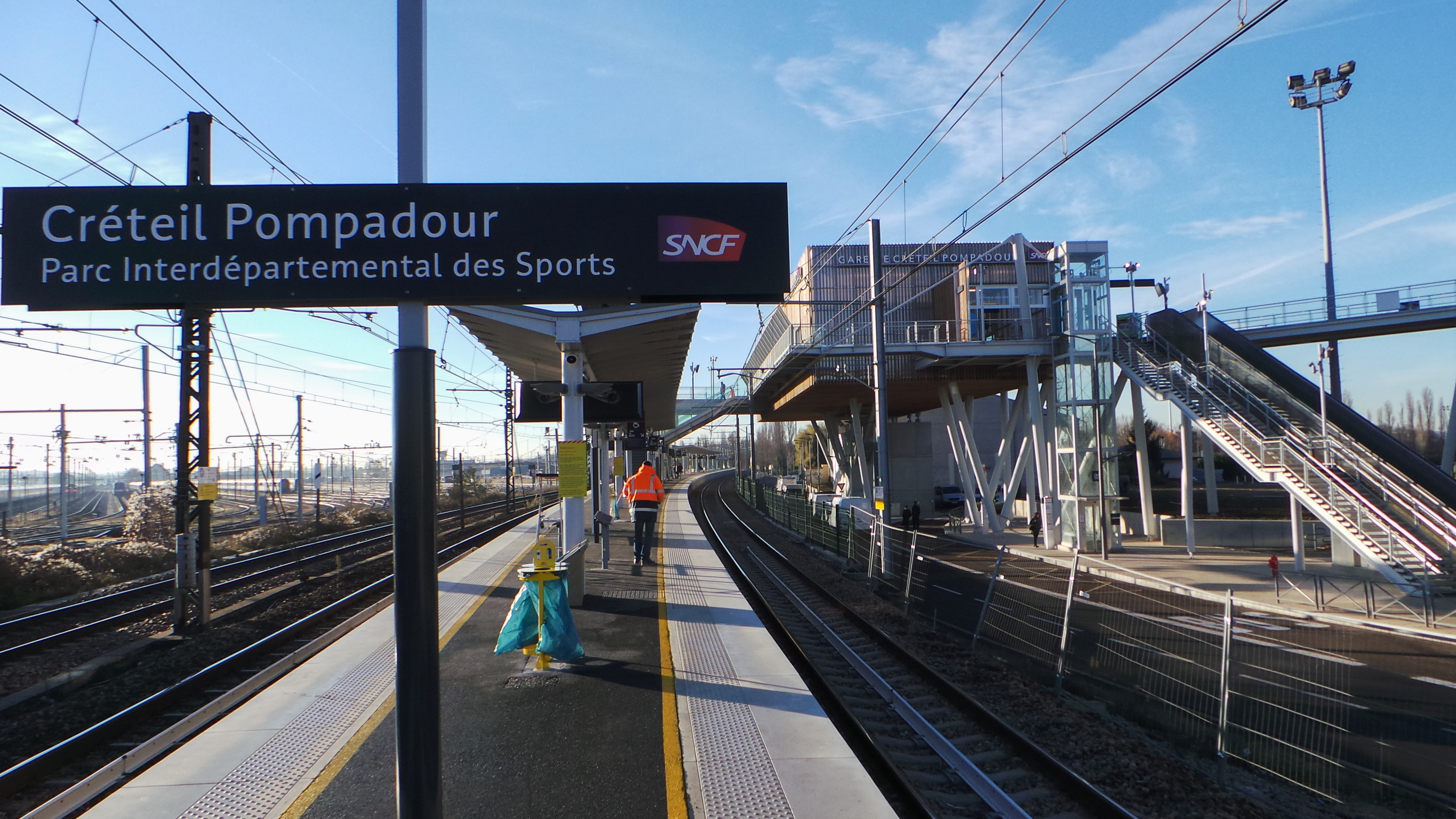
Las dos vías de viajeros, en el centro.
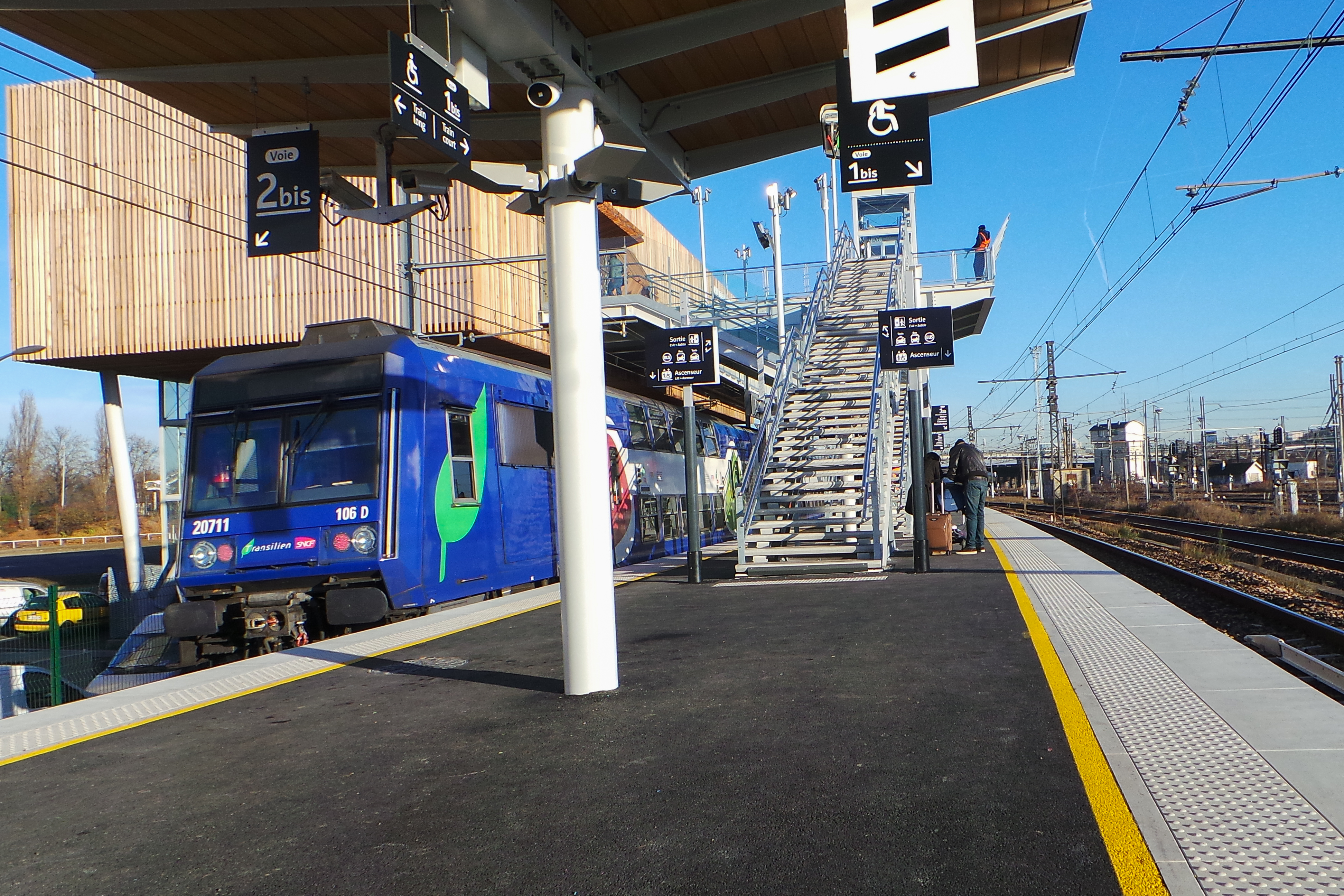
Un tren en la estación.
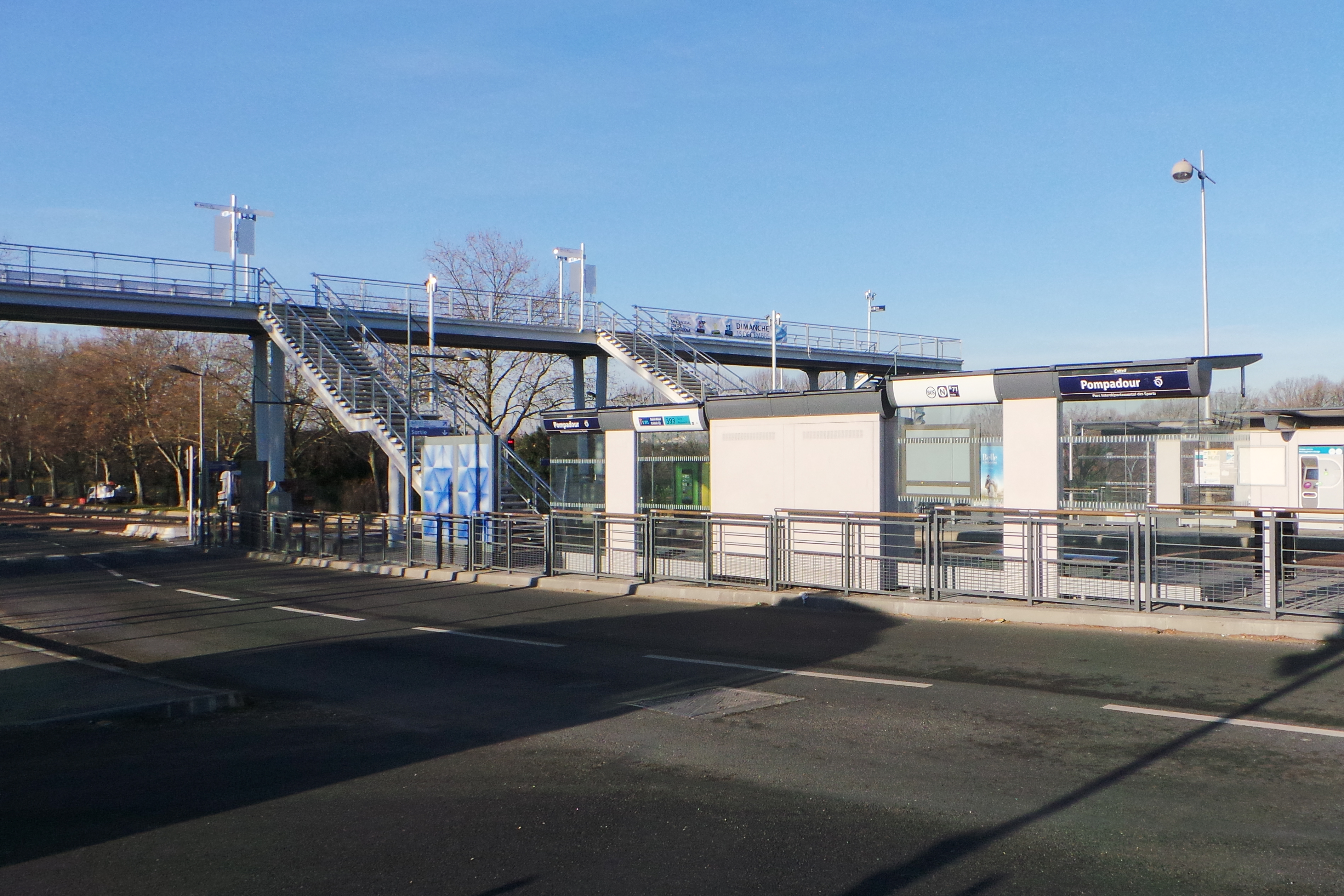
Estación de autobús cercana.